# Киносита, Дзюнсукэ
Дзюнсукэ Киносита (яп. 木下 順介, род. 12 октября 1965 года в Такамацу, префектура Кагава) — российский кинорежиссёр, актёр, сценарист.японского происхождения

## Биография
Родился 12 октября 1965 года в городе Такамацу, префектура Кагава. С детства и до старшей школы занимался бейсболом. После этого продолжил обучение в Международном Университете Будо. Затем присоединился к группе по кунг-фу при Шаолиньском монастыре. Выступает на международных соревнованиях и добивается высоких результатов на соревнованиях по всей Японии. Во времена студенчества начал активно участвовать в театральных постановках, это дало серьезный старт его карьере как актера. После окончания вуза изучал актерское мастерство у японской актрисы Момои Каори. Начав с любительских съемок, принимал участие в различных телевизионных сериалах, фильмах и других проектах, независимо от их жанра. В 2007 году дебютировал в качестве режиссёра с фильмом «Линия руки». Эта работа была удостоена приза зрительских симпатий на международном кинофестивале в Токацу. В 2008 году был высоко оценен на японском кинофестивале в России[каком?] за свои работы в Японии и за её пределами. С 2010 года живёт и работает в Москве. Поступил во ВГИК (Всероссийский институт кинематографии имени С. А. Герасимова). Учился теории монтажа у Наталии Тапковой. С 2012 года работал над документальным фильмом «Тамаши» про японского артиста балета Морихиро Ивата. В марте 2014 года состоялась премьера фильма. Участвует во многих российских теле- и кинопроектах в качестве актера. 

## Фильмография

### Режиссёр кино
- 2008 — фильм «Линия Руки»
- Приз зрительских симпатий на Международном кинофестивале в Токацу, Япония, 2008 год
- Высоко оценен на 42-м фестивале японского кино в Москве[каком?], 2008 год
- 2014 — фильм «魂Тамаши Морихиро Ивата. Конец и Начало»

### Клипы
- 2009 MARIA
- 2013 Nerton

### Актёр
- 2012 — «Амулет» — якудза ; Режиссёр Д. Амвросов
- 2012 — «Последний лист» — артист
- 2014 — «8 новых свиданий» — японский бизнесмен ; Режиссёр Марюс Вайсберг
- 2014 — «Иду спасать людей» — японский шпион ; Режиссёр Вагиф Мустафаев
- 2014 — «Whale» — японец, водитель «ВОЛГИ» ; Режиссёр Marco North
- 2014 — телесериал «ОРДЕН» — японский полковник Сайто ; Режиссёр А.Быстрицкий
- 2017 — «Охота на дьявола» — Макато Онодера, агент японской разведки ; Режиссёр Давид Ткебучава
- 2017 — «Отель Элеон» — Такеши ; Режиссёр Максим Свешников
- 2017 — «По ту сторону смерти» — Хаками ; Режиссёр Сергей Чекалов
- 2017 — телесериал «Зорге» ― Такаги
- 2019 — «Безсоновъ» — Мотодзиро Акаси
- 2021 ― Чемпион мира — Флоренсио Кампоманес
- 2022 — Петрополис — Озири
- 2024 — Игры — Кацуро

### В Японии
- 1990 — «Сорбреин 26» — телесериал, главный герой
- 1991 — "Жена «Сэйсю Ханаока» — телероман
- 1991 — «Юко Касуми» — телесериал
- 1992 — «Кора! Намба Сётто Ⅱ» — телесериал
- 1992—1993, 1998 «Хагурэ Дэка Дзюндзёха» — телесериал
- 1992 — "L’Arrache-cœur " 　кино
- 1995 — «Young Blood Typhoon» кино
- 1996 — «Этика» — кино главный герой
- 1997 — «Асако Сэнсэй» кино
- 1997 — «Не настоящая семья» —кино главный герой
- 1997 — «Общительная девушка» — кино главный герой
- 1997 — «Хамарути» — кино главный герой
- 2000 — «Топпамоно Тайёдэн» кино
- 2001 — «Кэнка-но Гокуй» кино
- 2001 — «Lady Plastik» кино
- 2002 — «Гин-но Отоко» кино
- 2004 — «Карон» кино
- 2006 — «Кокоро-но Тобира» — главный герой
- 2007 — «３ｐｏｕｎｄs» кино
- 2007 — «Тиисана кои-но Моногатари» кино
- 2010 — «Поти-но Кокухаку» кино

## Награды и премии
- 1996 «Этика» — приз[где?] лучшему начинающему актеру [источник не указан 3792 дня]
- 2008 «Линия Руки» — приз зрительских симпатий за режиссуру на Международном кинофестивале в Токацу, Япония